# Malicorne, Allier
Malicorne là một xã ở tỉnh Allier thuộc miền trung nước Pháp.